# Список умерших в 1348 году
В этой статье представлен список известных людей, умерших в 1348 году.
См. также: Категория:Умершие в 1348 году

## Январь
- 13 января — Эли де Набиналь[итал.] — архиепископ Никосии (1332—1342), латинский патриарх Иерусалима (1342—1348), кардинал-священник di San Vitale (1342—1348); умер, вероятно, от чумы.
- 21 января — Генрих III де Водемон — граф Водемон (1299—1348)
- 23 января — Карл — неаполитанский дворянин, герцог Дураццо (1336—1348), граф Гравины (1336—1348); казнён по обвинению в организации убийства Андрея Венгерского.

## Февраль
- 2 февраля:
  - Монтвид — литовский князь из династии Гедиминовичей, сын великого князя литовского Гедимина, погиб в битве на Стреве;
  - Наримунт — князь полоцкий (1335—1345), позже пинский (до 1348) — старший сын великого князя литовского Гедимина, родоначальник группы княжеских родов, в общем называемых Наримунтовичами; погиб в битве на Стреве;
  - Симон Фидати[фр.] — святой римско-католической церкви.
- 4 февраля:
  - Аз-Захаби (73) — мусульманский учёный, хадисовед, историк, биограф, хафиз;
  - Кусуноки Масаиэ[англ.] — лидер самураев (1336—1347) японского периода Намбокутё, которые боролись за Императора Го-Дайго и Императора Го-Мураками; погиб в битве при Сидзё-Навате;
  - Кусуноки Масацура[англ.] — сын и преемник Кусуноки Масаи; погиб в битве при Сидзё-Навате.
- 8 февраля или 9 февраля — Эльжбета Свидницкая — дочь князя Бернарда Свидницкого, жена Болеслава II Опольского.

## Март
- 2 марта — Вилле Папе[нем.] — епископ Шверина (1347—1348)

## Апрель
- 3 апреля:
  - Адольф VI — граф Берга (1308—1348);
  - Джованни Рандаццо — сын короля Сицилии Федериго II, герцог Рандаццо, Афин и Неопатрии (1338—1348), граф Мальты, регент Сицилии (1342—1348); умер от чумы.
- 6 апреля — Лаура — возлюбленная великого поэта Франческо Петрарки, которую он воспевал во множестве стихов, считающихся вершиной в развитии итальянского сонета
- Изабелла Французская — дочь короля Франции Филиппа V Длинного, жена дофина вьеннского Гига VIII де Ла Тур дю Пэна, умерла от чумы.

## Май
- 1 мая:
  - Генрих IV — граф Вальдек (1306—1348);
  - Младен III Шубич[англ.] — хорватский правитель Клиса, Омиша и Скрадина (1330—1348), прозванный «щит хорватов»; умер от чумы.
- 26 мая — Имберт дю Пюи[англ.] — кардинал-священник Санти-Апостоли (1327—1348)
- 30 мая — Галхард де Карсерибус[англ.] — епископ Веспрема (1345—1346), архиепископ Бриндизи (1346—1348)

## Июнь
- 1 июня — Варлаам Калабрийский — калабрийский монах, писатель, философ и богослов, инициатор и активный участник богословско-философского движения в Византии XIV века, выразившегося в борьбе двух партий — варлаамитов и паламитов; епископ Джераче (1342—1348).
- 9 июня — Амброджо Лоренцетти — итальянский живописец сиенской школы; умер во время эпидемии чумы.
- 10 июня — Гоццио Батталья[итал.] — Латинский патриарх Константинополя (1335—1339), кардинал-священиик Санта-Приска (1338—1348)
- 13 июня — Хуан Мануэль — один из крупнейших писателей средневековой Испании.
- 18 июня — Джентиле да Фолиньо[англ.] — итальянский профессор и доктор медицины, первый кардионефролог в истории медицины; умер от чумы
- 25 июня — Рудольф IV — первый маркграф Баден-Пфорцхайма (1291—1348).

## Июль
- 3 июля — Джованни Колонна — кардинал-дьякон Sant’Angelo in Pescheria (1327—1348); умер от чумы.
- 5 июля — Луис де ла Серда — сын Альфонсо де ла Серда, испанский дворянин, служивший королям Франции, граф Клермон и первый граф Тальмон (1339—1348), адмирал Франции (с 1340), принц Фортуны (номинальный правитель Канарских островов) (1344—1348).
- 6 июля — Пётр V Александрийский[англ.] — Патриархи Коптской православной церкви (1340—1348)
- 9 июля — Доменико Серра[фр.] — кардинал-священник de S. Maria in Trastevere (1348)
- 14 июля — Педро Гомес Баррозу[фр.] — испанский епископ Картахены (1326—1327), кардинал-священник Sainte-Praxède (1327—1345)
- 26 июля — Джеффри Изнар[фр.] — епископ Рьеза (1334—1348)
- 28 июля — Бланка Бургундская — дочь Роберта II Бургундского, жена графа Эдуарда I Савойского.
- 31 июля — Антонио ди Орландо Альбицци, флорентийский государственный деятель, гонфалоньер Юстиции (1339), подеста Флоренции (1343—1348).
- Оттавиано Бельфорти[фр.] — сеньор Вольтерры (1340—1342, 1343—1348).
- Иоганн из Винтертура, швейцарский хронист, монах-францисканец.

## Август
- 1 августа — Бланка Валуа — дочь Карла Валуа, жена Карла IV, короля Чехии, императора Священной Римской империи
- 3 августа:
  - Гослен де Жан[англ.] — французский кардинал-священник SS. Marcellino e Pietro (1316—1348), вице-канцлер Римско-католической церкви (1316—1319);
  - Пьер де Каса[фр.] — епископ Везон-ла-Ромен (1341—1348), умер от чумы;
  - Робер VIII Бертран де Брикбек — барон де Бриквебек, виконт де Сен-Мартен-о-Шартрен, маршал Франции (1325—1344), умер от чумы.
- 20 августа:
  - Бернардо Толомеи (76) — святой Римско-Католической Церкви, основатель католического мужского монашеского ордена оливетов, умер от чумы;
  - Бернхард III[англ.] — князь Ангальт-Бернбург (1323—1348).
- 23 августа — Джон де Стратфорд[англ.] — Лорд-казначей Англии (1326—1327), Лорд-канцлер (1330—1334, 1335—1337, 1340), епископ Уинчестера (1323—1333), fрхиепископ Кентерберийский (1333—1348)
- 29 августа — Ив Ле Прево де Буа-Буассель[фр.] — епископ Трегье (1327—1330), епископ Корнуайя (1330—1333), епископ Сен-Мало (1333—1248).
- 30 августа — Лоуренс Гастингс (28) — 3-й барон Гастингс (1325—1348), 18-й барон Абергавенни (1325—1348), 1-й граф Пембрук (1339—1348).

## Сентябрь
- 2 сентября — Иоанна Английская, английская принцесса, дочь короля Эдуарда III и Филиппы Геннегау.
- 12 сентября:
  - Жанна Бургундская — дочь герцога Бургундии Роберта II, жена короля Франции Филиппа VI де Валуа;
  - Манфредо I Пио[итал.] — итальянский кондотьер, первый сеньор Карпи (1336—1348).
- 16 сентября — Мария Диас II де Харо — леди Бискайи (1334—1348)
- 20 сентября — Томас де Росси[англ.] — епископ Островов (1331—1348)
- 22 сентября — Ги XI де Лаваль[фр.] — виконт Рена, граф Казерты, барон Витре, сеньор Лаваль (1347—1348)

## Октябрь
- 2 октября:
  - Жан де Гоксем, бельгийский хронист, каноник собора Св. Ламберта в Льеже, автор истории льежских епископов;
  - Элис де Ласи (66) — графиня Линкольн (1311—1348), графиня Солсбери (1311—1322), жена Томаса Плантагенета, 2-го графа Ланкастер.
- 16 октября — Луитгарда Виттихенская — немецкая монахиня, мистик и основательница монастыря; умерла от чумы.
- 27 октября — Витего I фон Острау[нем.] — епископ Наумбурга (1335—1348)
- 29 октября — Элеонора Португальская (20) — дочь короля Португалии Афонсу IV, жена короля Арагона Педро IV; умерла от чумы

## Ноябрь
- 23 ноября — Жан де Кардон[фр.] — архиепископ Арля (1341—1348); умер во время эпидемии чумы.

## Декабрь
- 1 декабря — Фёдор Юрьевич — князь Ржевский (?—1315), князь Фоминский (?—1348)
- 2 декабря — Император Ханадзоно (51) — Император Японии (1308—1318)
- 17 декабря — Рикисса Магнусдоттер[англ.] — дочь короля Швеции Магнуса Ладулоса, монахиня, настоятельница монастыря
- 22 декабря — Гонсало Перейра[англ.] — епископ Эворы (1321), епископ Лиссабона (1322—1326), архиепископ Браги (1326—1348)
- 25 декабря — Чхунмок (11) — 29-й ван Корё (1344—1348).

## Дата неизвестна или требует уточнения
- Арнальдо де Розетта[итал.] — епископ Асти (1327—1348)
- Арнау Басса[англ.] — испанский, арагонский и каталонский готический живописец, сын Ферера Басса.
- Феррер Басса — испанский, арагонский и каталонский готический живописец, художник-миниатюрист. Первый представитель итало-готического стиля в каталонской живописи XIV века. Умер от чумы.
- Вальтер Моле[англ.] — шотландский барон Панвура и Бенви
- Джованни Виллани — флорентийский хронист, историк и государственный деятель, итальянский банкир, должностное лицо, дипломат и летописец. Автор Nuova Cronica (Новой Хроники) — одного из наиболее значительных произведений флорентийской культуры XIV века, умер во время эпидемии чумы.
- Гальярдо Примарио[итал.] — итальянский архитектор, архитектор Санта-Кьяры
- Гвидо Канале[итал.] — епископ Турина (1320—1348)
- Григорий Акиндин — византийский религиозный деятель, богослов, монах, поэт, один из главных участников варлаамитского движения; умер во время эпидемии чумы.
- Бернардо Дадди — итальянский художник эпохи раннего Ренесса́нса.
- Даниш-мэнджи[англ.] — номинальный хан Чагатайского улуса в Мавераннахре (1346—1348).
- Джакомо Альбини[итал.] — итальянский врач
- Джованни д’Андреа[англ.] — итальянский эксперт по каноническому праву, самый известный и успешный канонист позднего средневековья, («фонтан и труба канонического права»); умер от чумы.
- Джованни Агостино[итал.] — итальянский скульптор и архитектор, умер во время эпидемии чумы
- Джорджо д’Акила[фр.] — итальянский художник, умер от чумы.
- Дино де Радикофани[итал.] — патриарх Градо (1332—1336), архиепископ Генуи (1336—1342), архиепископ Пизы (1342—1348), умер от чумы
- Жан Тиссандьер[фр.] — епископ Лодева (1323—1324), епископ Рье (1342—1348)
- Иоанн Ангел— византийский аристократ, полководец и наместник, губернатор Эпира (1336/1337—1342), правитель Фессаплии (1342—1348); умер от чумы.
- Кей Кубад — Ширваншах (1317—1348).
- Ламберто II да Полента, сеньор Равенны и Червии (1347—1348) из гвельфского рода да Полента.
- Пьетро Лоренетти — итальянский художник сиенской школы; умер во время эпидемии чумы.
- Мазо ди Банко — итальянский художник; умер во время эпидемии чумы
- Мартанда Синкайярян[англ.] — король Джафны (1325—1348).
- Принцесса Масако[англ.] — японская Сайо (1306—1308), незамужняя императрица Японии (1319).
- Маттео Фрескобальди[фр.] — итальянский флорентийский поэт; умер во время эпидемии чумы.
- Михаил Симеонович — княжич московский, сын Симеона Ивановича Гордого, умер во младенчестве.
- Никколо ди Сенья — итальянский художник, сиенская школа.
- Отто I[нем.] — архиепископ Бремена (1344—1348).
- Пандольфо да Полента, сеньор Червии (1346—1348) и Равенны (1347—1348) из гвельфского рода да Полента.
- Паоло да Перуджа — итальянский писатель.
- Андреа Пизано — итальянский архитектор, скульптор, ювелир; умер во время эпидемии чумы.
- Питер Тиллиол[англ.] — лорд Верховный судья Ирландии (1331—1332)
- Принчивалле Фиески[итал.] — епископ Брешии (1316—1325), епископ Тортоны (1325—1348)
- Саиф Фаргани[англ.] — персидский поэт.
- Сильвестр Вальдисевский[англ.] — итальянский монах, местночтимый святой во Флоренции
- Уголино Брунфорте[англ.] — итальянский монах и писатель, автор «Цветочков Франциска Ассизского»
- Уильям Джой[англ.] — английский архитектор; умер от чумы
- Умур — эмир Айдына (1334—1348), писатель, поэт; погиб во время сражения с коалиционными войсками Венеции, Родоса и Кипра за цитадель Смирны.
- Фатима Бинт Аль-Ахмар[исп.] — гранадская принцесса, дочь эмира Гранады Мухаммада II аль-Факиха, мать эмира Исмаила I ибн Фараджа
- Федерико Петруччи[фр.] — итальянский профессор права.
- Франческо да Барберино — итальянский нотариус и поэт; умер от чумы
- Хью де Куртене Младший[англ.] — старший сын Хью де Куртене, 10-го графа Девон, один из основателей Ордена Подвязки; вероятно умер от чумы.
- Хьюго Аймери[фр.] — епископ Оранжа (1324—1328), епископ Сен-Поль-Труа-Шато (1328—1348); умер от чумы
- Якопо Алигьери — итальянский поэт, сын Данте Алигьери